# Горгин-хан
Горгин-хан (Григор Арутюнян, англ. Gorgin Khan (Khoja Gregory), Нор-Джуга, Персия — 11 сентября (по др. данным августа) 1763, Телипура, Уттар-Прадеш, Индия) — армянский купец, впоследствии главнокомандующий бенгальской армии, возглавил Мунгерский мятеж, поднятый Мир-Касым-Али-ханом против Ост-Индской компании. Участник национально-освободительного движения Бенгалии. 

## История
Горгин-хан родом из Нор-Джуги. В молодости приехал в Индию. Еще до правления Мир Касима он был близок с феодальной верхушкой Бенгалии.
Торговые семьи, особенно армянские, служили бенгальскому государству в качестве военачальников или дипломатов. Два брата Горгин-хан (Khoja Gregory) и  Петрус Амтун (Khoja Petrus) выбрали противоборствующие стороны в воюющем бенгальском государстве.
Горгин-хан начал свою карьеру торговцем тканями. Вскоре он стал доверенным лицом Мир Касима, который, ставший навабом Бенгалии, назначил его главнокомандующим своей армии. В результате, армия наваба впервые была реформирована и переформирована по европейскому образцу.
За небольшой срок Мир Касиму и Горгин-хану удалось собрать большую армию, в которой насчитывалось 15 тысяч конников и 25 тысяч пехоты. Он также организовал литейный цех для отливки пушек и обучил корпус артиллеристов.

## Смерть
Горгин-хан был предательски убит неизвестным нападавшим, когда он командовал отрядом наваба Мир Касима в 1763 году. На стене дворца в Мунгере, где жил Горгин-хан в 1760-1763 гг., была поставлена мемориальная доска со следующей надписью: «В этом дворце с 1760 по 1763 гг. жил армянин-премьер и главнокомандующий войсками последнего наваба Бенгалии, Бихара и Ориссы Мир Касима — Горгин-хан».

## В культуре
Горгин-хан является одним из главных героев исторического романа «Чендрошекхор» (1874) классика бенгальской прозы Бонкимчондро Чоттопадхая (Чондра Чаттерджи, 1838-1894).